# Synagogue de Bourgas
La synagogue de Bourgas, ville bulgare du sud-est du pays, a été construite entre 1905 et 1909. Son style éclectique comprend des éléments mauresques, byzantins et néoclassiques. Elle appartenait aux Juifs de confession séfarade.
On l'a longtemps attribué à l'architecte Ricardo Toscani. Depuis le début des années 2000, on suppose cependant qu'elle a été construite selon les plans de l'architecte Friedrich Grünanger, qui a également conçu la synagogue de Sofia,.
Le bâtiment a été reconstruit en 1967 et est depuis utilisé comme galerie d'art. Au cours des travaux, des fresques originales cachées sous le plâtre ont également été découvertes. 